# A Voz do Gueto - Vol. I
A Voz do Gueto - Vol. 1 é uma coletânea musical lançada em 11 de novembro de 2010, pelo rapper Ndee Naldinho, trazendo novos nomes do rap brasileiro.

## Faixas
1. "Aumente o Volume" - Paulo Brown
2. "Jardim da Conquista é Osso" - Shallon MC's
3. "Coração de Pedra" - Justiça Criminal
4. "A Cota é Dolar" - Ordem Própria
5. "Dia de Finados" - Mano AP
6. "O Diário" - Nego Wilha
7. "Chega de Guerra" - AR2
8. "Sente o Clima" - Proceder Real
9. "Só Monstro" - Manos MC's
10. "Até o Último Cigarro" - Nego Wilha
11. "Favela Canta" - O Revide
12. "Moleque De Rua" - Shallon MC's
13. "Fique em Paz" - Negodel
14. "Centro - Proceder Real
15. "A Guerra Trará A Guerra" - Ordem Própria
16. "Respeito" - AR2